# 波紋南鰍
波紋南鰍（學名：Schistura coruscans）為輻鰭魚綱鯉形目條鰍科南鰍屬的其中一種。分布於亞洲寮國Nam San流域，本魚吻輪廓弓形，上唇中央具一小凹槽，下頷中央具一缺刻，側線完整，頭頂具大理石斑紋，身體有7-13條橫帶, 通常寬或與間隙一樣寬, 背鰭基底具有一個黑色的斑點，背鰭及尾鰭紅色，其餘魚鰭鮮黃色或橘色，體長可達6.6公分，棲息在水流湍急、岩石底質河川底中層水域，生活習性不明。

## 扩展阅读
維基物種上的相關：波紋南鰍